# جريجوريو جوتيريز غونزاليز
جريجوريو  جيتيريز غونزاليز (بالإسبانية: Gregorio Gutiérrez González)‏ وُلد يوم 9 مايو 1826 وتوفّي يوم 6 يوليو 1872، هو شاعر وكاتب كولمبي. كان يعمل في سلك المحاماة. ارتبط اسمه بحركة الرومنسية.

## وصلات خارجية
- (بالإسبانية)